# Lujaina Mohsin Darwish
Lujaina Mohsin Darwish, arab. ‏لجينة محسن درويش‎ (ur. 1969) – omańska polityczka. Jedna z dwóch pierwszych kobiet (wspólnie z Rahilą Al Riyami) wybranych do Rady Konsultacyjnej Omanu, w której zasiadała w latach 2000–2007. Druga kobieta w krajach arabskich, która kierowała klubem piłkarskim.

## Życiorys

### Młodość, edukacja i kariera zawodowa
Ukończyła studia z filologii angielskiej na Uniwersytecie Sułtana Kabusa w Maskacie. W latach 1991–1994 pracowała jako wykładowczyni na tej uczelni, zanim rozpoczęła pracę w rodzinnej firmie, Mohsin Haider Darwish LLC, której jest prezeską od 1994 roku.
W 2019 roku została prezeską klubu piłkarskiego Al-Ahli. Została pierwszą kobietą w regionie Zatoki Perskiej i drugą kobietą w krajach arabskich, która kierowała klubem piłkarskim.

### Działalność polityczna
Z powodzeniem kandydowała w wyborach generalnych w Omanie w 2000 roku do Rady Konsultacyjnej Omanu, izby niższej parlamentu pełniącej funkcje doradcze i kontrolne. Była jedną z 15 kobiet ubiegających się o mandat oraz jedną z dwóch (wspólnie z Rahilą Al Riyami), które uzyskały mandat. Uzyskała reelekcję w wyborach generalnych w 2003 roku. Stanowisko to pełniła do 2007 roku. W Radzie zasiadała w Komitecie Wykonawczym. Nie ubiegała się o reelekcję wyborach generalnych w Omanie w 2007 roku.
W listopadzie 2015 roku została mianowana członkinią Rady Państwa, izby wyższej parlamentu.

### Pozostała działalność
Jest członkinią wielu organizacji pozarządowych i krajowych, w tym m.in. Arab International Women’s Forum, Oman Chamber of Commerce & Industry, Omani Center for Investment Promotion & Export Development (Ithraa Oman).
Jest konsulem honorowym Omanu w Południowej Afryce. Jest członkinią zarządu Komitetu Olimpijskiego, związku piłki nożnej oraz związku kobiecej piłki nożnej.

### Życie prywatne
Ma trójkę sióstr, z jedną z nich, Areeją Mohsin Haider Darwish, współprowadzi rodzinne przedsiębiorstwo, Mohsin Haider Darwish LLC.